# Cairn von Kilchoan

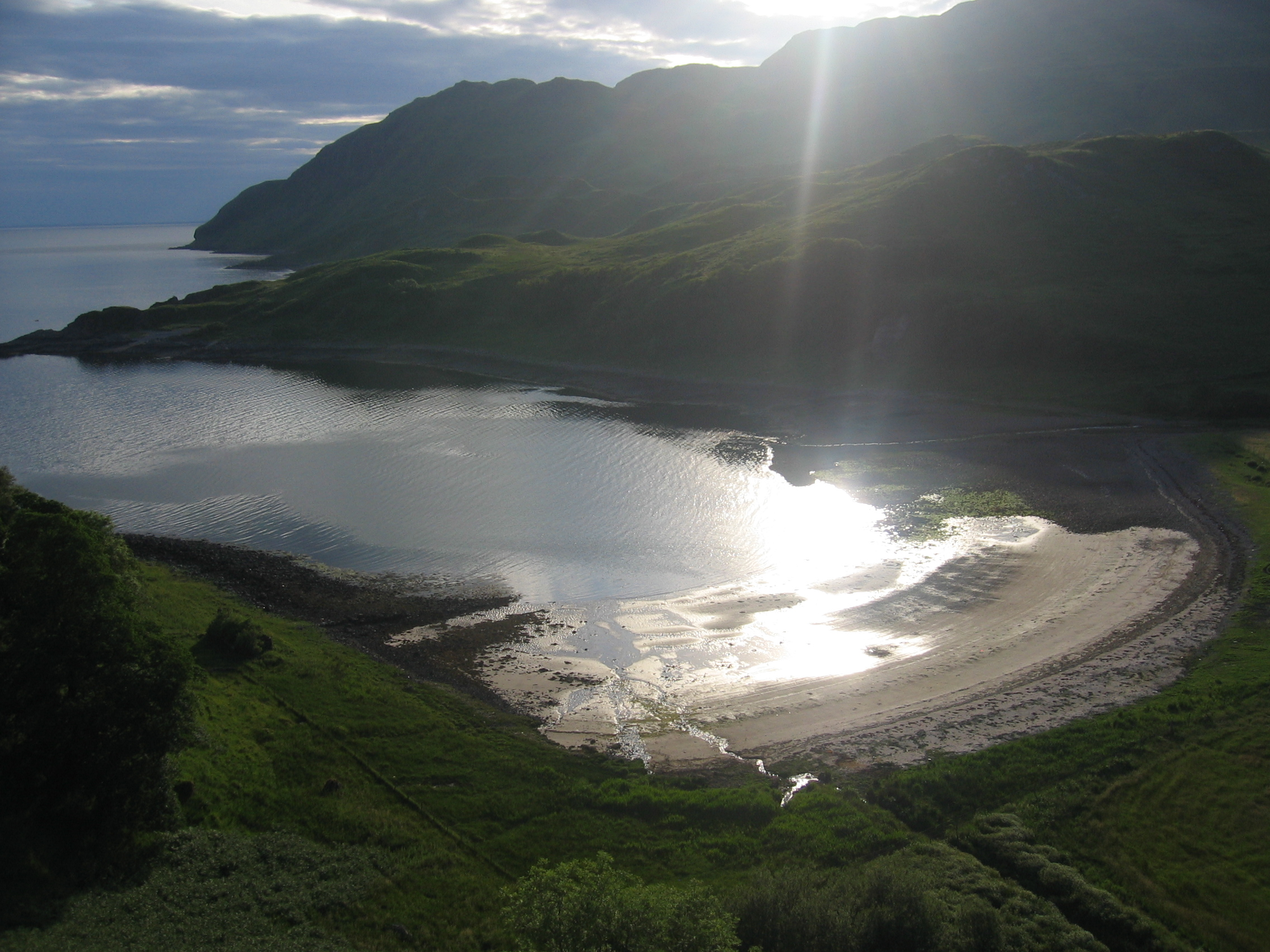
Kilchoan Bay

Der Cairn von Kilchoan liegt auf einem niedrigen Kamm 150 m nordwestlich der Kilchoan Lodge, nördlich von Loch Crinan, bei Poltalloch im Westen des Tals von Kilmartin in Schottland. Die Kammer und ein kleiner Teil des Steinhügels sind erhalten. Der Rest des Cairns wurde abgetragen um die nahen Feldsteinmauern zu bauen. So lässt sich nicht angeben, ob es sich um ein Clyde Tomb handelt.

## Beschreibung
Der Zugang zu der im Jahre 1864 durch R. J. Mapleton ausgegrabenen Kammer liegt im Nordosten. Sie umfasst drei Abteile, die durch Platten unterteilt sind, die in den beiden hinteren Abteilen nicht mehr vorhanden sind. Diese Abteile werden teilweise von Decksteinen bedeckt. Eine verlagerte Platte vor dem Eingang (2,0 m × 0,75 m und 0,2 m dick) war vermutlich der äußere Türsturz. Die Seitenwände des äußeren Abteils werden von großen doppelten Plattenpaaren gebildet. Die Platten, die heute auch einen Teil der Fortseite der Kammer bilden, stehen bis zu einer Höhe von 1,65 m beziehungsweise 1,45 m an, und der Sturz überspannte ursprünglich zweifellos diese beiden Steine. Die Kammer misst 4,8 m in der Länge. Da Mapleton vom Boden bis zu den Decksteinen eine Höhe von ungefähr 2,5 m registrierte, muss der Raum zur Zeit bis zu einer Höhe von etwa einem Meter mit Schutt gefüllt sein. Die drei Abteile messen in der Länge von der Vorderseite bis zum Endstein etwa 1,0, 1,6 und 1,4 m. Die Endplatte ist ungefähr 0,6 m hoch. Die drei (einst vier) Decksteine, die noch aufliegen messen:
- 2,8 m × 1,6 m und 0,35 m Dicke;
- 2,1 m × 0,55 m und 0,2 m Dicke;
- 1,95 m × 1,55 m und bis zu 0,25 m Dicke.

Es ist möglich, dass nur der schmale mittlere Deckstein in situ blieb.

## Funde
Die Auflistung des von Mapleton in den Abteilen der Kammer gefundenen Materials ist für seine Zeit ungewöhnlich vollständig. Im äußeren Abteil fand er eine feste kompakte Schicht weißer Holzkohle, die sich über den gesamten Raum erstreckte. Auf dieser Schicht lagen, insbesondere entlang den Seiten und in den Ecken, verbrannte Knochen. Ein Feuersteingerät (wahrscheinlich ein Endschaber) lag im Zentrum. In der sandigen durch die feste obere Schicht versiegelten Schicht fand er zwei längliche Feuersteinwerkzeuge, die Hälfte eines runden Schabers aus Karneol, mehrere unfertigen Werkzeuge und einige Abschläge. Im Zentrum waren große flache Steine verlegt, zwischen denen verbrannte Knochen deponiert waren. Die dort gefundenen Gegenstände bestanden aus einem runden Stein, einem unbearbeiteten blattförmigen Abschlag, sowie weiteren Abschlägen. In der inneren Abteilung fand Mapleton Scherben eines Gefäßes und einige unverbrannte Knochen, die vielleicht Reste eines sekundären Begräbnisses darstellen. Darunter lag ein grobes Steinpflastern darauf eine Menge unvollständig verbrannter Knochen wiederum primär an den Seiten und in den Ecken, sieben Feuersteinwerkzeuge sowie Abschläge. Der Sand, der die unterste Schicht bildete, war durch Feuer rot gefärbt und enthielt große Stücke Holzkohle. Die Oberfläche schien einer beträchtlichen Hitze ausgesetzt worden zu sein. Es gibt Hinweise darauf, dass die anderen Abteilungen in ähnlich Weise ausgefeuert waren.

## Die Steinkiste
Etwa zwei Meter südwestlich der Kammer liegt eine nordost-südwest ausgerichtete Steinkiste. Sie misst 1,2 m × 0,8 m und ist 0,6 m tief. Ihr Boden ist etwa 0,2 m hoch mit Abraum gefüllt. Die nordwestliche Seitenplatte, die zur Zeit der Ausgrabung von Mapleton noch da war, fehlt heute. Zwei hintereinander liegende Platten bilden das Nordostende. Der übergroße aber nur teilweise aufliegende Deckstein misst 2,3 m × 1,4 m und ist 0,2 m dick. Die Steinkiste enthielt nur ein oder zwei Stücke Holzkohle unter dem Sand.